# Hiei-zan
Der Hiei-zan (jap. 比叡山) ist ein 848,1 m hoher Berg auf der Grenze des nordöstlichen Stadtbezirks Sakyō-ku von Kyōto in der Präfektur Kyōto und Ōtsu in der Präfektur Shiga.
Er lag damit strategisch sehr günstig zwischen der wichtigen alten Provinz Ōmi und der kaiserlichen Hauptstadt.
Auf der Ostseite unter dem Gipfel gründete Saichō 788 mit dem Enryaku-ji die buddhistische Tendai-Schule, deren Hauptsitz auch nach heftigen Machtkämpfen gegen Oda Nobunaga 1571 in dieser Klosteranlage liegt.
Der Shintō-Schrein Hiyoshi-Taisha in der Nähe beherbergt die Schutzgöttin des Enryaku-ji.
Heute ist der Hiei-zan sowohl von Kyōto als auch von Ōtsu aus per Seilbahn sowie auf dem Hiei-zan-Driveway zu erreichen und bietet reizvolle Aussichten gleichzeitig auf beide Städte und den Biwako.
Auf dem Gipfel befindet sich ein kleiner Vergnügungspark vor allem für Familien mit Kindern.